# G7-Gipfel in Neapel 1994

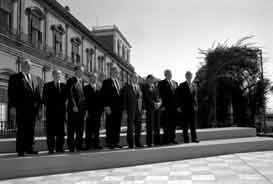
Teilnehmer des G7-Gipfels

Der G7-Gipfel in Neapel 1994 war das 20. Gipfeltreffen der Regierungschefs der Gruppe der Sieben. Das Treffen fand unter dem Vorsitz des italienischen Ministerpräsident Silvio Berlusconi am 8. und 9. Juli 1994 im Palazzo Reale in Neapel statt. 